# Inge II. Švédský

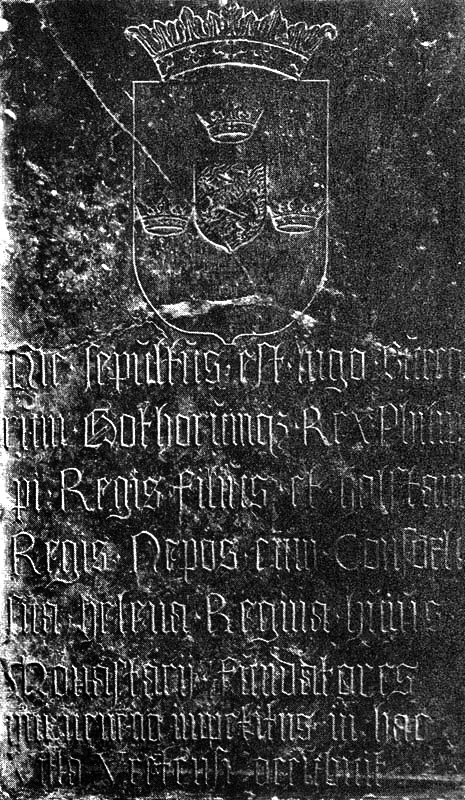
Kopie náhrobního kamene v klášteře Vreta s některými nepřesnými informace, ale zřejmě správně umístění nad kostmi Inge II. a jeho bratra Filipa.

Inge II. (nazýván též Inge II. Halstensson) byl švédským králem v letech 1110–1125. Jeho otcem byl švédský král Halsten Stenkilsson, jehož byl pravděpodobně mladším synem.
Jediným vládcem země se stal po smrti svého bratra Filipa, se kterým zřejmě společně vládl, v roce 1118. Přesné datum jeho smrti není známé. Podle textu Västgötalagen byl Inge II. otráven v Östergötlandu.
Ingeho manželkou zřejmě byla Ulvhild Håkansdotter, která se později provdala za dánského krále Nielse a ještě později za jiného švédského krále Sverkera I. Ingeho smrtí vymřel Stenkilův rod a na jeho místo nastoupili králové z tzv. domu Sverkerů.